# Australische Plaat

De Australische Plaat in het oranje links- en rechtsonder op de afbeelding

De Australische Plaat is een van de grootste tektonische platen op Aarde. Ze bevat het Australische continent, Nieuw-Guinea, een deel van Nieuw-Zeeland en een deel van de Grote en de Indische Oceaan. Vaak wordt de Australische plaat samen met de Indische Plaat, die het Indisch Subcontinent bevat, als Indo-Australische Plaat aangeduid. De platen bewogen de afgelopen 50 miljoen jaar als een aaneengesloten geheel.

## Begrenzing
De Australische Plaat grenst aan de Euraziatische Plaat in het noorden. Dit is een convergente plaatgrens, waar de Australische plaat onder de Euraziatische subduceert. Boven de subductiezone is de eilandboog van de Sunda-eilanden gevormd door het met de subductie gepaard gaande vulkanisme. Ook met de Pacifische Plaat in het oosten is de grens convergent. Door de grillige vorm van deze plaatgrens is de tektonische situatie complex. Door de convergente beweging zijn onder andere de Nieuw-Zeelandse Alpen gevormd.
In het zuiden wordt de Australische Plaat begrensd door een divergente plaatgrens (waar de platen uit elkaar bewegen) met de Antarctische Plaat. De grenzen met de Afrikaanse plaat in het westen en de Indische Plaat in het noordwesten zijn min of meer passief, er vindt weinig relatieve beweging van deze platen ten opzichte van elkaar plaats.
Het is mogelijk dat langs de plaatgrenzen (met name de grens met de Pacifische Plaat) enkele kleine microplaatjes liggen, hierover is vooralsnog geen duidelijkheid.

## Plaattektonische geschiedenis
De continentale massa van het tegenwoordige Australië ontstond door het samenkomen van drie kratons in het Proterozoïcum: het Pilbarakraton, het Yilgarnkraton en het Gawlerkraton. Met radiometrische datering van de Mount Barrengroep (afgezet op de rand van het Yilgarnkraton) is de samenkomst van de verschillende kratons op 1696±7 Ma gedateerd.
In het Paleozoïcum maakte wat nu Australië is deel uit van het supercontinent Gondwana, rond 200 Ma vormde Australië deel van het supercontinent Pangea, waarin Gondwana opging. Het opbreken van Pangea ging in meerdere stappen, waarvan de eerste plaatsvonden in het Jura. Eerst ontstond een rift tussen Zuid-Amerika en Afrika enerzijds en India, Australië en Antarctica anderzijds. Min of meer gelijktijdig maakte India zich los van Australië en Antarctica. De twee continenten bleven relatief lang bij elkaar, tot Australië (net als eerder India) rond 55 miljoen jaar geleden in noordelijke richting begon te bewegen, daarbij Antarctica in het geografische zuidpoolgebied achterlatend. Door het uit elkaar bewegen van de twee continenten ontstond de Zuidelijke Oceaan.